# ニーデルンハル
ニーデルンハル (ドイツ語: Niedernhall, ドイツ語発音: [niːdɐnˈhal]) は、ドイツ連邦共和国バーデン＝ヴュルテンベルク州ホーエンローエ郡に属す郡所属市。

## 地理

### 位置
ニーデルンハルは、コッハー川沿い、標高200 - 400mのホーエンローエ平野に位置している。

### 市の構成
ニーデルンハルは谷の中核部と、ギーベルハイデ地区、南部の高台にあるヘルマースベルク地区からなる。

## 歴史
ニーデルンハルは1037年に初めて文献上で言及されている。この地は、かつてホーエンローエ家の所領であった。1356年に皇帝カール4世により都市に昇格した。
三十年戦争の終わりまで、多くの貴族や、マインツ選帝侯が封建領主権を有するシトー会シェーンタール修道院の官僚、特に塩井を管理する役人が、この都市には多く住んでいた。
三十年戦争後、たとえばペストなどで多くの貴族一門が断絶し、その権利はホーエンローエ家とシェーンタール修道院に集まっていった。このことは、ニーデルンハルに長い間2人の市長が存在するという奇妙な状態をもたらした。そしてその意見の食い違いは、しばしば発展の妨げとなったのである。18世紀の末頃にはホーエンローエ家は優位な立場を築くことに成功した。帝国代表者会議主要決議の時代にはニーデルンハルは他のホーエンローエ家の所領とともにヴュルテンベルク王国に編入された。

### 製塩
ニーデルンハルの製塩は19世紀の初めまで行われていた。塩井の質の低下やヴュルテンベルクの岩塩の圧迫により製塩は衰退した。

## 行政

### 市議会

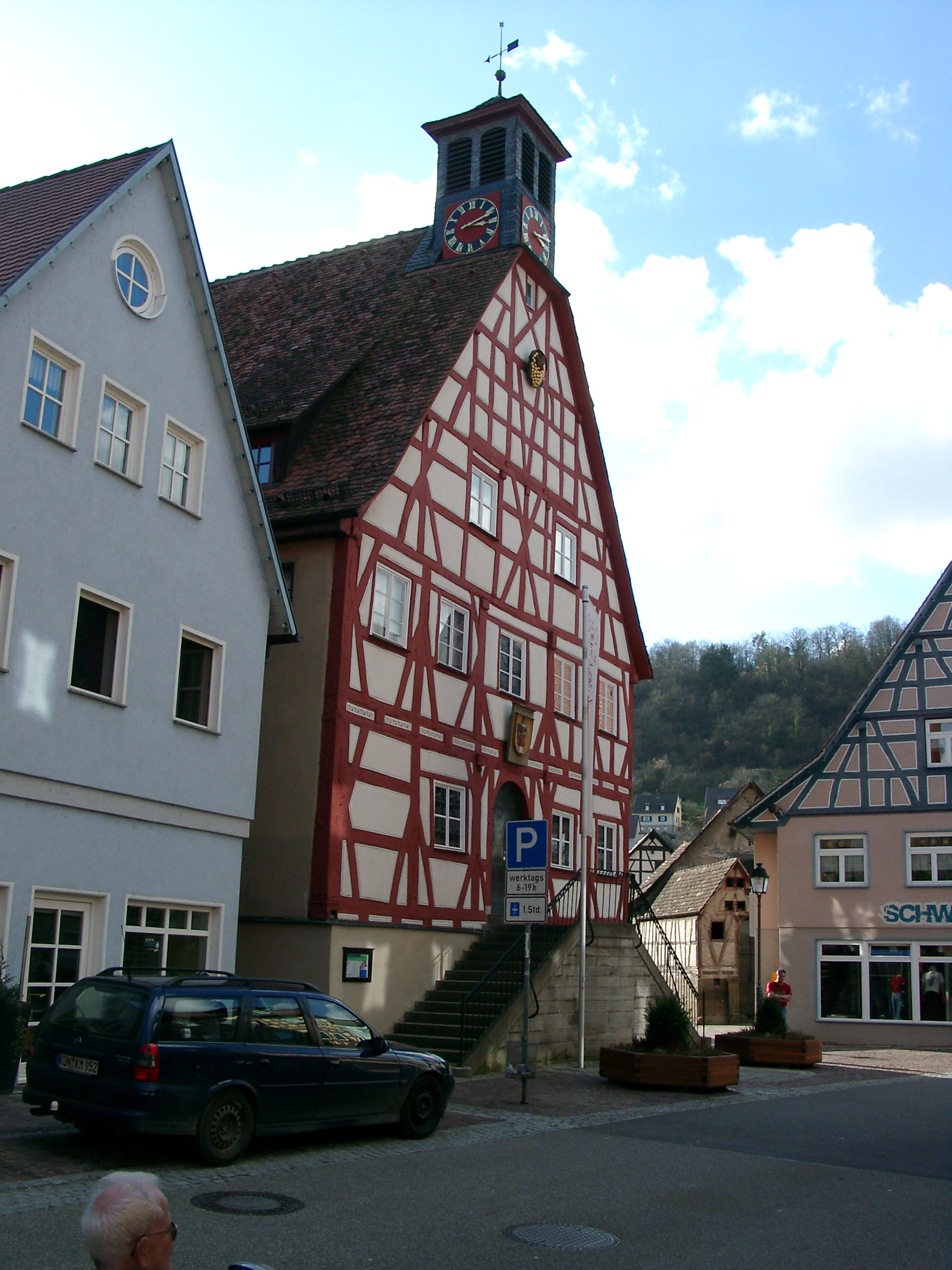
市庁舎

本市の市議会は、14議席で構成されている。

## 経済と社会資本
ニーデルンハルは、コッハー＝ヤクスト＝タウバー地方コッハーベルク大地区に属すワイン町である。

### 地元企業
- PVS-Kunststofftechnik プラスチック産業
- Würth Elektronik

## 文化と見所

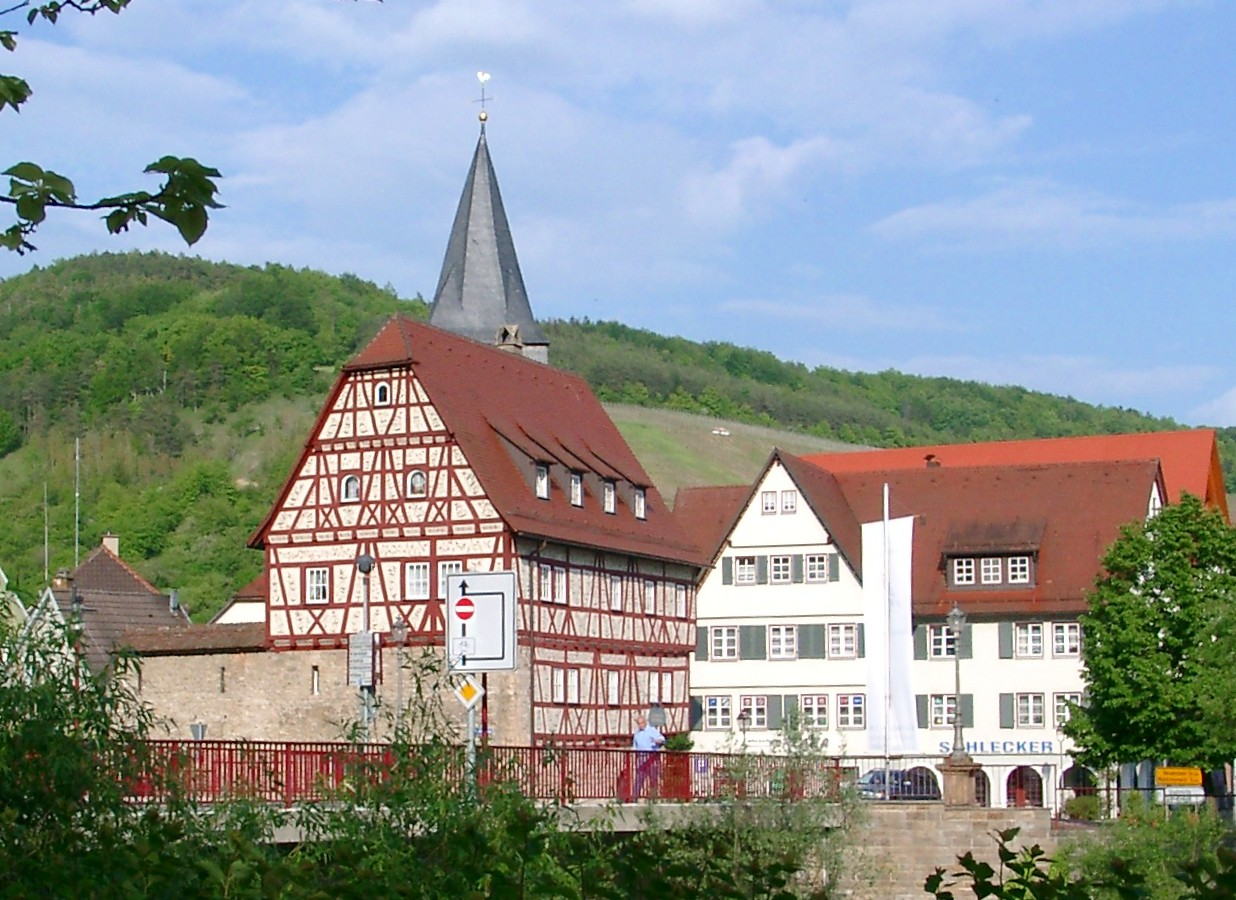
ゲッツェンハウス

ニーデルンハルには、塔と700mの堅固な市壁を持つ文化財保護対象となっている旧市街がある。

### 博物館
市庁舎には郷土博物館が併設されている。

### 建造物
- 歴史的なブドウ搾り器
- ラウレンティウス教会
- ゲッツェンハウス
- ヘルマースベルクの狩りの城
- 最後まで遺った市門『ザルツトーア』（塩の門）と市壁

## 引用
1. ↑  Statistisches Landesamt Baden-Württemberg – Bevölkerung nach Nationalität und Geschlecht am 31. Dezember 2023 (CSV-Datei)
2. ↑  Max Mangold, ed (2005). Duden, Aussprachewörterbuch (6 ed.). Dudenverl. p. 582. ISBN 978-3-411-04066-7